# Trebia
Trebia (łac. Dioecesis Trebianus, wł. Diocesi di Trevi) – stolica historycznej diecezji w Italii erygowanej około w III wieku, a skasowanej około roku 1100.
Współczesne miasto Trevi znajduje się w Prowincji Perugia we Włoszech. Obecnie katolickie biskupstwo tytularne ustanowione w 1968 przez papieża Pawła VI.

## Biskupi tytularni
| Lp. | Biskup          | Funkcja                              | Od               | Do               |
| --- | --------------- | ------------------------------------ | ---------------- | ---------------- |
| 1   | Sergio Guerri   | -                                    | 11 kwietnia 1969 | 28 kwietnia 1969 |
| 2   | Ernesto Gallina | nuncjusz apostolski                  | 12 lipca 1969    | 16 maja 2002     |
| 3   | Paolo Schiavon  | biskup pomocniczy diecezji rzymskiej | 18 lipca 2002    |                  |